# EHF Champions League mannen 2009/10
EHF Champions League mannen 2009-10 is de 50ste editie van de EHF Champions League mannen. Ciudad Real zijn de titelhouders. De finale zal op 30 mei 2010 worden gespeeld in het Lanxess Arena, in Keulen, Duitsland.

## Deelnemers
| Groepsfase | Groepsfase | Groepsfase | Groepsfase |
| --- | --- | --- | --- |
| - Bosna BH Gas: Kampioen van Bosnië en Herzegovina - KIF Kolding: Kampioen van Denemarken - F.C. København A/S: Vice-kampioen van Denemarken - THW Kiel: Kampioen van Duitsland - HSV Hamburg: Vice-kampioen van Duitsland - Rhein-Neckar Löwen: Nummer 3 van Duitsland - Montpellier: Kampioen van Frankrijk - Chambéry Savoie: Vice-kampioen van Frankrijk - MKB Veszprém: Kampioen van Hongarije - Pick Szeged: Vice-kampioen van Hongarije | - Bosna BH Gas: Kampioen van Bosnië en Herzegovina - KIF Kolding: Kampioen van Denemarken - F.C. København A/S: Vice-kampioen van Denemarken - THW Kiel: Kampioen van Duitsland - HSV Hamburg: Vice-kampioen van Duitsland - Rhein-Neckar Löwen: Nummer 3 van Duitsland - Montpellier: Kampioen van Frankrijk - Chambéry Savoie: Vice-kampioen van Frankrijk - MKB Veszprém: Kampioen van Hongarije - Pick Szeged: Vice-kampioen van Hongarije | - Croatia Osiguranje Zagreb: Kampioen van Kroatië - HCM Constanța: Kampioen van Roemenië - Chekhovskie Medvedi: Kampioen van Rusland - Gorenje Velenje: Kampioen van Slovenië - Ciudad Real: Kampioen van Spanje - FC Barcelona Borges: Vice-kampioen van Spanje - Pevafersa Valladolid: Nummer 3 van Duitsland - IK Sävehof: Kampioen van Zweden - GC Amicitia Zürich: Kampioen van Zwitserland | - Croatia Osiguranje Zagreb: Kampioen van Kroatië - HCM Constanța: Kampioen van Roemenië - Chekhovskie Medvedi: Kampioen van Rusland - Gorenje Velenje: Kampioen van Slovenië - Ciudad Real: Kampioen van Spanje - FC Barcelona Borges: Vice-kampioen van Spanje - Pevafersa Valladolid: Nummer 3 van Duitsland - IK Sävehof: Kampioen van Zweden - GC Amicitia Zürich: Kampioen van Zwitserland |
| Kwalificatieronde | | | |
| Kwalificatietoernooi | Kwalificatietoernooi | Wildcardtoernooi | Wildcardtoernooi |
| - SPE Strovolos: Kampioen van Cyprus - PAOK: Kampioen van Griekenland - Vardar PRO: Kampioen van Macedonië - Buducnost: Kampioen van Montenegro - Fyllingen Håndball: Kampioen van Noorwegen - ZTR Zaporozhye: Kampioen van Oekraïne - A1 Brengenz: Kampioen van Oostenrijk | - Vive Targi Kielce: Kampioen van Polen - FC Porto Vitalis: Kampioen van Portugal - Partizan Dunav Osiguranje: Kampioen van Servië - Tatran Prešov: Kampioen van Slowakije - Beşiktaş JK: Kampioen van Turkije - Dinamo-Minsk: Kampioen van Wit-Rusland | - Celje Pivovarna Laško: Nummer 2 van Slovenië - TBV Lemgo: Nummer 4 van Duitsland | - Reale Ademar León: Nummer 4 van Spanje - Kadetten Schaffhausen: nummer 2 van Zwitserland |

## Kwalificatieronde

### Groep 1
| Pos | Club         | Gs | W | G | V | Pnt | Dv  | Dt | Ds  | Opmerking                               |
| --- | ------------ | -- | - | - | - | --- | --- | -- | --- | --------------------------------------- |
| 1.  | Vardar PRO   | 3  | 3 | 0 | 0 | 6   | 102 | 82 | +20 | 00000 Groepsfase Champions League 00000 |
| 2.  | Dinamo Minsk | 3  | 2 | 0 | 1 | 4   | 91  | 86 | +5  |                                         |
| 3.  | Buducnost    | 3  | 1 | 0 | 2 | 2   | 86  | 98 | -12 |                                         |
| 4.  | Beşiktaş JK  | 3  | 0 | 0 | 3 | 0   | 83  | 96 | -13 |                                         |

### Groep 2
| Pos | Club           | Gs | W | G | V | Pnt | Dv | Dt | Ds | Opmerking                               |
| --- | -------------- | -- | - | - | - | --- | -- | -- | -- | --------------------------------------- |
| 1.  | PAOK           | 3  | 1 | 1 | 0 | 3   | 62 | 59 | +3 | 00000 Groepsfase Champions League 00000 |
| 2.  | ZTR Zaporozhye | 3  | 1 | 1 | 0 | 3   | 56 | 53 | +3 |                                         |
| 3.  | SPE Strovolos  | 3  | 0 | 0 | 2 | 0   | 52 | 58 | -6 |                                         |

### Groep 3
| Pos | Club                      | Gs | W | G | V | Pnt | Dv | Dt | Ds  | Opmerking                               |
| --- | ------------------------- | -- | - | - | - | --- | -- | -- | --- | --------------------------------------- |
| 1.  | Fyllingen Håndball        | 3  | 1 | 1 | 0 | 3   | 63 | 59 | +4  | 00000 Groepsfase Champions League 00000 |
| 2.  | A1 Bregenz                | 3  | 1 | 0 | 1 | 2   | 64 | 55 | +9  |                                         |
| 3.  | Partizan Dunav Osiguranje | 3  | 0 | 1 | 1 | 1   | 48 | 61 | -13 |                                         |

### Groep 4
| Pos | Club              | Pnt | Gs | W | G | V | Dv | Dt | Ds  | Opmerking                               |
| --- | ----------------- | --- | -- | - | - | - | -- | -- | --- | --------------------------------------- |
| 1.  | Vive Targi Kielce | 4   | 3  | 2 | 0 | 0 | 70 | 54 | +16 | 00000 Groepsfase Champions League 00000 |
| 2.  | Tatran Prešov     | 2   | 3  | 1 | 0 | 1 | 64 | 68 | -4  |                                         |
| 3.  | FC Porto Vitalis  | 0   | 3  | 0 | 0 | 2 | 53 | 65 | -12 |                                         |

### Groep W
| Pos | Club                  | Pnt | Gs | W | G | V | Dv | Dt | Ds  | Opmerking                               |
| --- | --------------------- | --- | -- | - | - | - | -- | -- | --- | --------------------------------------- |
| 1.  | Reale Ademar León     | 3   | 2  | 1 | 0 | 5 | 84 | 73 | +11 | 00000 Groepsfase Champions League 00000 |
| 2.  | Kadetten Schaffhausen | 3   | 2  | 1 | 0 | 5 | 88 | 83 | +5  |                                         |
| 3.  | Celje Pivovarna Laško | 3   | 1  | 0 | 2 | 2 | 80 | 84 | -4  |                                         |
| 4.  | TBV Lemgo             | 3   | 0  | 0 | 3 | 0 | 77 | 89 | -12 |                                         |

## Groepsfase

#### Loting
De loting voor de groepsfase vond plaats op 18 juni 2009.
| Pot 1                | Pot 2                     | Pot 3               | Pot 4                | Pot 5              | Pot 6              |
| -------------------- | ------------------------- | ------------------- | -------------------- | ------------------ | ------------------ |
| THW Kiel             | Croatia Osiguranje Zagreb | FC Barcelona Borges | FC København A/S     | Bosna BH Gas       | Vardar PRO         |
| Ciudad Real          | KIF Kolding               | Chambéry Savoie     | Pevafersa Valladolid | HCM Constanța      | PAOK               |
| MKB Veszprém         | Montpellier               | HSV Hamburg         | Rhein-Neckar Löwen   | GC Amicitia Zürich | Fyllingen Håndball |
| Chekhovskiye Medvedi | Gorenje Velenje           | Pick Szeged         | Reale Ademar León    | Alingsås HK        | Vive Targi Kielce  |

### Groep A
| Pos | Club                 | Gs | W | G | V | Pnt | Dv  | Dt  | Ds   | Opmerking              |
| --- | -------------------- | -- | - | - | - | --- | --- | --- | ---- | ---------------------- |
| 1.  | Montpellier          | 10 | 8 | 1 | 1 | 17  | 330 | 259 | +71  | 000 Achtste finale 000 |
| 2.  | Chekhovskiye Medvedi | 10 | 6 | 2 | 2 | 14  | 344 | 282 | +62  | 000 Achtste finale 000 |
| 3.  | Rhein-Neckar Löwen   | 10 | 4 | 4 | 2 | 12  | 301 | 279 | +22  | 000 Achtste finale 000 |
| 4.  | Pevafersa Valladolid | 10 | 4 | 1 | 5 | 9   | 285 | 301 | -16  | 000 Achtste finale 000 |
| 5.  | Pick Szeged          | 10 | 2 | 2 | 6 | 6   | 287 | 307 | -20  |                        |
| 6.  | PAOK                 | 10 | 1 | 0 | 9 | 2   | 236 | 355 | -119 |                        |

### Groep B
| Pos | Club               | Gs | W | G | V | Pnt | Dv  | Dt  | Ds  | Opmerking              |
| --- | ------------------ | -- | - | - | - | --- | --- | --- | --- | ---------------------- |
| 1.  | MKB Veszprém       | 10 | 9 | 0 | 1 | 18  | 305 | 252 | +53 | 000 Achtste finale 000 |
| 2.  | Rhein-Neckar Löwen | 10 | 7 | 2 | 1 | 16  | 325 | 286 | +39 | 000 Achtste finale 000 |
| 3.  | Vive Targi Kielce  | 10 | 4 | 1 | 5 | 9   | 291 | 287 | +4  | 000 Achtste finale 000 |
| 4.  | Gorenje Velenje    | 10 | 3 | 1 | 6 | 7   | 281 | 298 | -17 | 000 Achtste finale 000 |
| 5.  | Chambéry Savoie    | 10 | 2 | 1 | 7 | 5   | 248 | 282 | -34 |                        |
| 6.  | Bosna BH Gas       | 10 | 2 | 1 | 7 | 5   | 249 | 294 | -45 |                        |

### Groep C
| Pos | Club                      | Gs | W  | G | V  | Pnt | Dv  | Dt  | Ds   | Opmerking              |
| --- | ------------------------- | -- | -- | - | -- | --- | --- | --- | ---- | ---------------------- |
| 1.  | Ciudad Real               | 10 | 10 | 0 | 0  | 20  | 321 | 241 | +80  | 000 Achtste finale 000 |
| 2.  | HSV Hamburg               | 10 | 8  | 0 | 2  | 16  | 346 | 259 | +87  | 000 Achtste finale 000 |
| 3.  | Croatia Osiguranje Zagreb | 10 | 6  | 0 | 4  | 12  | 292 | 266 | +26  | 000 Achtste finale 000 |
| 4.  | FC København A/S          | 10 | 4  | 0 | 6  | 8   | 276 | 281 | -5   | 000 Achtste finale 000 |
| 5.  | Alingsås HK               | 10 | 2  | 0 | 8  | 4   | 251 | 302 | -51  |                        |
| 6.  | Fyllingen Håndball        | 10 | 0  | 0 | 10 | 0   | 214 | 351 | -137 |                        |

### Groep D
| Pos | Club                | Pnt | Gs | W | G | V | Dv  | Dt  | Ds  | Opmerking              |
| --- | ------------------- | --- | -- | - | - | - | --- | --- | --- | ---------------------- |
| 1.  | THW Kiel            | 17  | 10 | 8 | 1 | 1 | 347 | 271 | +76 | 000 Achtste finale 000 |
| 2.  | FC Barcelona Borges | 17  | 10 | 8 | 1 | 1 | 341 | 279 | +62 | 000 Achtste finale 000 |
| 3.  | Reale Ademar León   | 11  | 10 | 5 | 1 | 4 | 291 | 293 | -02 | 000 Achtste finale 000 |
| 4.  | KIF Kolding         | 11  | 10 | 4 | 3 | 3 | 287 | 288 | -01 | 000 Achtste finale 000 |
| 5.  | Vardar PRO          | 3   | 10 | 1 | 1 | 8 | 253 | 316 | -63 |                        |
| 6.  | GC Amicitia Zürich  | 1   | 10 | 0 | 1 | 9 | 254 | 326 | -72 |                        |

## Knock-outfase

### Laatste 16
De loting voor de laatste 16 vond plaats op 9 maart 2010
| Team 1                    | Totaal  | Team 2               | 1st leg  | 2nd leg  |
| ------------------------- | ------- | -------------------- | -------- | -------- |
| Reale Ademar León         | 61 : 66 | Chekhovskiye Medvedi | 36 : 37  | 25 : 29  |
| Vive Targi Kielce         | 54 : 57 | HSV Hamburg          | 24 : 30  | 30 : 27  |
| Croatia Osiguranje Zagreb | 59 : 69 | FC Barcelona Borges  | 26 : 33  | 33 : 36  |
| HCM Constanța             | 49 : 54 | MKB Veszprém         | 23 : 270 | 26 : 270 |
| KIF Kolding               | 49 : 54 | Montpellier          | 26 : 26  | 23 : 28  |
| Gorenje Velenje           | 54 : 66 | Ciudad Real          | 23 : 31  | 31 : 35  |
| Pevafersa Valladolid      | 62 : 67 | Rhein-Neckar Löwen   | 29 : 30  | 33 : 37  |
| FC København A/S          | 54 : 62 | THW Kiel             | 31 : 33  | 23 : 29  |

### Kwartfinale
De loting voor de kwartfinale vond plaats op 6 april 2010.
| Team 1               | Totaal  | Team 2       | 1st leg           | 2nd leg           |
| -------------------- | ------- | ------------ | ----------------- | ----------------- |
| HSV Hamburg          | 53 : 57 | Ciudad Real  | 26 : 22 (11 : 08) | 27 : 35 (11:18)   |
| Rhein-Neckar Löwen   | 58 : 60 | THW Kiel     | 28 : 29 (13 :15)  | 30 : 31 (13 : 12) |
| Chekhovskiye Medvedi | 64 : 63 | Montpellier  | 32 : 27 (18 : 13) | 32 : 36 (14 : 12) |
| FC Barcelona Borges  | 67 : 60 | MKB Veszprém | 33 : 27 (17 : 15) | 34 : 33 (15 : 19) |

### Halve finale
| Datum              | Team 1               | Total   | Team 2              |
| ------------------ | -------------------- | ------- | ------------------- |
| 29 mei 2010, 15:30 | Chekhovskiye Medvedi | 27 : 34 | FC Barcelona Borges |
| 29 mei 2010, 18:00 | Ciudad Real          | 27 : 29 | THW Kiel            |

### 3/4 Match
| Datum              | Team 1               | Totaal  | Team 2      |
| ------------------ | -------------------- | ------- | ----------- |
| 30 mei 2010, 15:30 | Chekhovskiye Medvedi | 28 : 36 | Ciudad Real |

### Finale
| Datum              | Team 1              | Totaal  | Team 2   |
| ------------------ | ------------------- | ------- | -------- |
| 30 mei 2010, 18:00 | FC Barcelona Borges | 35 : 36 | THW Kiel |